# Nictalodòncia
La nictalodòncia és una configuració del talònid de la primera i segona dents molars inferiors (m1 i m2) que es dona en alguns grups de ratpenats, en la qual el postcrístid connecta l'hipocònid i l'hipoconúlid. Es tracta d'un caràcter plesiomòrfic observable en un bon nombre de ratpenats que no tenen les dents adaptades específicament per al frugivorisme, el nectarivorisme o l'hematofàgia. La configuració oposada és la miotodòncia, en la qual el postcrístid connecta l'hipocònid i l'entocònid.